# Rochers de la Balme
Rochers de la Balme – szczyt w Préalpes du Dauphiné, części Alp Zachodnich. Leży w południowo-wschodniej Francji w regionie Owernia-Rodan-Alpy. Należy do masywu Vercors. Sąsiaduje z Tête des Chaudières (2029 m).